# Macrurohelea wirthi
Macrurohelea wirthi är en tvåvingeart som beskrevs av Gustavo R. Spinelli och Eileen D. Grogan 1984. Macrurohelea wirthi ingår i släktet Macrurohelea och familjen svidknott. Inga underarter finns listade i Catalogue of Life.